# Campeloma milesi
Campeloma milesi är en snäckart som först beskrevs av I. Lea 1863.  Campeloma milesi ingår i släktet Campeloma och familjen sumpsnäckor. Inga underarter finns listade i Catalogue of Life.